# Lance Blanks
Lance Blanks (* 9. September 1966 in Del Rio, Texas; † 3. Mai 2023 in Dallas, Texas) war ein US-amerikanischer Basketballspieler. Er spielte auf der Position des Point Guard und wurde bei der NBA-Draft 1990 an 26. Stelle von den Detroit Pistons ausgewählt. Zuletzt war er General Manager der Phoenix Suns.

## Spielerkarriere
Blanks besuchte die University of Texas at Austin. Dort spielte für die Texas Longhorns. Zusammen mit seinen Mannschaftskollegen Travis Mays und Joey Wright waren sie unter dem Namen BMW Scoring Machine (die Abkürzung BMW entstand durch die Anfangsbuchstaben der Nachnamen der drei Spieler) bekannt. In der Saison 1989/90 erreichten sie in der NCAA Division I Basketball Championship die Elite Eight.
In der NBA spielte Blanks zwei Jahre für die Detroit Pistons und ein Jahr für die Minnesota Timberwolves. Dabei erzielte er durchschnittlich 2,0 Punkte pro Spiel und erreichte zweimal die Playoffs.
In der Saison 1994/95 spielte Blanks für den MTV Gießen in der Basketball-Bundesliga. Er erzielte durchschnittlich 16,5 Punkte pro Spiel.

## Scouting/General Manager
Blanks war von August 2010 bis April 2013 General Manager der Phoenix Suns. Zuvor war er fünf Jahre lang stellvertretender General Manager der Cleveland Cavaliers. Davor war er bei den San Antonio Spurs als Scout tätig und wurde im September 2002 zum Direktor der Scoutingabteilung ernannt. Zudem arbeitete Banks in der Saison 2004/2005 als Fernsehanalyst für die Spurs.

## Persönliches
Blanks Vater ist der ehemalige American-Football-Spieler Sid Blanks und sein Cousin Larvell Blanks spielte Baseball in der Major League Baseball.